# A2 Nazionale 1986-1987
L'A2 Nazionale 1986-1987 è stata la 26ª edizione della seconda divisione greca di pallacanestro maschile. La 1ª edizione con il nome di A2.

## Classifica finale
| #  | Teams                         | P  | V  | P  | Pt | Qualificate                        |
| -- | ----------------------------- | -- | -- | -- | -- | ---------------------------------- |
| 1  | Panellīnios K.A.E.            | 22 | 17 | 5  | 39 | Promozione                         |
| 2  | Pagrati Atene                 | 22 | 15 | 7  | 37 | Spareggio promozione/retrocessione |
| 3  | Sporting Atene                | 22 | 14 | 8  | 36 |                                    |
| 4  | Milōn                         | 22 | 12 | 10 | 34 |                                    |
| 5  | Peristeri                     | 22 | 12 | 10 | 34 |                                    |
| 6  | P.A.O. Dioikītīriou           | 22 | 12 | 10 | 34 |                                    |
| 7  | M.A.S. Filippos Thessalonikīs | 22 | 11 | 11 | 33 |                                    |
| 8  | MENT BC                       | 22 | 9  | 13 | 31 |                                    |
| 9  | A.O. Serrōn                   | 22 | 9  | 13 | 31 |                                    |
| 10 | Komotinī                      | 22 | 9  | 13 | 31 |                                    |
| 11 | A.O. Near East Kesariani      | 22 | 8  | 14 | 30 | Spareggio promozione/retrocessione |
| 12 | Panachaïkī G.E.               | 22 | 5  | 17 | 27 | Retrocessa                         |

## Spareggi retrocessione/promozione
La squadra che vince la finale dei play-out dell'A1 Nazionale 1986-1987 e la squadra classificata al secondo posto della A2 Nazionale disputano uno spareggio per un posto nell'A1 Nazionale 1987-1988.
| Squadra 1 | Totale | Squadra 2     | Gara 1 | Gara 2 | Gara 3 |
| --------- | ------ | ------------- | ------ | ------ | ------ |
| Īlysiakos | 2-0    | Pagrati Atene | 74-68  | 72-69  | -      |

La squadra classificata all'undicesimo posto dell'A2 Nazionale e la squadra classificata al secondo posto della B Nazionale disputano uno spareggio per un posto nell'A2 Nazionale 1987-1988.
| Squadra 1 | Totale | Squadra 2                | Gara 1 | Gara 2 | Gara 3 |
| --------- | ------ | ------------------------ | ------ | ------ | ------ |
| Near East | 2-1    | Dīmokritos Thessalonikīs | 79-75  | 68-98  | 75-64  |